# NGC 2446
NGC 2446 ist eine Spiralgalaxie vom Hubble-Typ Sb im Sternbild Luchs am Nordsternhimmel. Sie schätzungsweise 256 Millionen Lichtjahre von der Milchstraße entfernt und hat einen Durchmesser von etwa 145.000 Lichtjahren. 
Die Typ-Ia-Supernova SN 2014ak wurde hier beobachtet.
Das Objekt wurde am 10. Februar 1831 von John Herschel entdeckt.